# هاندلي بيج تايب إل
هاندلي بيج تايب إل (بالإنجليزية: Handley Page Type L)‏ هي طائرة تجريبية أنتجت في المملكة المتحدة. من صناعة هاندلي بيج.